# ويلي هرنانجوميز
ويلي هرنانجوميز (بالإسبانية: Willy Hernangómez)‏ مواليد 27 مايو 1994 في مدريد، هو لاعب كرة سلة محترف إسباني بدأ مسيرته الاحترافية في سنة 2011. تم اختياره من قبل فريق فيلادلفيا سفنتي سيكسرز خلال الدرافت، يلعب مع فريق ريال مدريد في الدوري الإسباني لكرة السلة كلاعب وسط ويحمل الرقم 41. يبلغ طوله 6 قدم 10 بوصة (2.1 م).

## إحصائيات المسيرة

### الدوري الأوروبي
| السنة   | الفريق                | لعب | بدأ | دقيقة | ميداني% | ثلاثية | حرة  | ارتداد | صنع | استلاب | تصدي | نقطة | أداء |
| ------- | --------------------- | --- | --- | ----- | ------- | ------ | ---- | ------ | --- | ------ | ---- | ---- | ---- |
| 2012–13 | ريال مدريد بالونكيستو | 3   | 0   | 4.8   | .286    | .000   | .000 | 1.0    | .0  | .0     | .0   | 1.3  | -1.3 |
| 2015–16 | ريال مدريد بالونكيستو | 14  | 0   | 11.2  | .643    | .000   | .545 | 3.4    | .3  | .2     | .6   | 4.3  | 5.6  |
| المسيرة | المسيرة               | 17  | 0   | 10.0  | .592    | .000   | .545 | 2.9    | .2  | .2     | .5   | 3.8  | 4.4  |

## روابط خارجية
- ويلي هرنانجوميز على موقع الاتحاد الدولي لكرة السلة (الإنجليزية)
- ويلي هرنانجوميز على موقع الدوري الأوروبي لكرة السلة (الإنجليزية)
- ويلي هرنانجوميز على موقع إن بي أي (الإنجليزية)
- ويلي هرنانجوميز على موقع سبورتس رفرنس (الإنجليزية)
- ويلي هرنانجوميز على موقع الدوري الإسباني لكرة السلة (الإسبانية)
- ويلي هرنانجوميز على موقع كرة السلة الأوروبية.كوم (الإنجليزية)
- ويلي هرنانجوميز على موقع DraftExpress.com (الإنجليزية)
- ويلي هرنانجوميز على موقع إي إس بي إن.كوم (الإنجليزية)
- ويلي هرنانجوميز على موقع ريلجم (الإنجليزية)
- ويلي هرنانجوميز على موقع بروبوليرز (الإنجليزية)